# Cercle Gaulois
 (octobre 2023).
Pour les articles homonymes, voir CRG.
Le Cercle royal Gaulois ou Cercle royal Gaulois artistique et littéraire (CRG) est un des plus anciens clubs sociaux de Belgique. Sa vocation est de constituer un lieu de rencontres amical, intellectuel, artistique et littéraire libre de toutes tendances politiques, culturelles ou philosophiques. Il résulte de la fusion en 1951 du Cercle royal Gaulois, créé en 1911, et du Cercle artistique et littéraire, créé en 1847. Depuis 2023, son président en est le chevalier Philippe de Wouters d'Oplinter.
Le club est situé à Bruxelles, 5 rue de la Loi, derrière le théâtre royal du Parc.
Il entretient des rapports de réciprocité avec de nombreux autres cercles en Belgique et à travers le monde.

## Histoire
Avant de s’installer au 5 rue de la Loi, le Cercle artistique et littéraire, qui existait depuis 1847, avait occupé auparavant plusieurs locaux dans les Galeries royales Saint-Hubert et à la Maison du Roi.
Il avait pour membres tout ce qui comptait à Bruxelles de notables, d’hommes de lettres et d’artistes. Ses premiers présidents furent Adolphe Quetelet, directeur de l’Observatoire royal de Belgique et savant renommé, suivi de Louis-Eugène Simonis, sculpteur néo-classique à qui nous devons la statue équestre de Godefroid de Bouillon qui orne la place Royale à Bruxelles.
De son côté, en 1911, un groupe d'intellectuels, notamment l'avocat Edouard Huysmans, fonde le Cercle de la Toison d'Or qui prend le nom de Cercle Gaulois en 1919 avant de devenir le Cercle royal Gaulois en 1937.
Les deux cercles fusionnent en 1951 pour devenir le Cercle royal Gaulois artistique et littéraire. En 2013 Geoffroy Generet, avocat, en devint le président avant de céder sa place en 2023 au chevalier Philippe de Wouters d'Oplinter, architecte.
En mai 2024 le Cercle décide en assemblée générale que les femmes pourront désormais en être membres, ce qui rompt avec une longue tradition. Une partie des membres, opposés à l'admission des femmes envisage la création d'un nouveau cercle réservé uniquement aux hommes.

## Le bâtiment
L’édifice actuel, construit en deux phases, comporte deux grandes salles, un vestibule, un salon royal et une bibliothèque.

### Salle de Lorraine
La Salle de Lorraine est la plus ancienne du complexe. Elle est l’œuvre de l’architecte Louis Montoyer et fut construite en 1782, sous la période autrichienne en même temps que le théâtre se trouvant dans le parc de Bruxelles situé en face du Palais royal de Bruxelles.
Cette ancienne salle de bal fut appelée ainsi en souvenir de Charles-Alexandre de Lorraine, gouverneur des Pays-Bas autrichiens, décédé en 1780, deux ans avant la fin des travaux.
Elle fut inaugurée par Marie-Christine de Saxe-Teschen pour y recevoir le Comte d’Artois, le futur roi Charles X, frère de Louis XVI.
Le 11 juillet 1782, le tsarevitch Paul Petrovitch, prince héritier de Russie qui deviendra l’empereur Paul Ier de Russie, vint admirer les illuminations du Waux-Hall du Parc de Bruxelles — appelé également Vauxhall — au milieu d’un grand concours d’invités. Un waux-hall était un lieu d’agrément comportant généralement un théâtre, un kiosque à musique, des boutiques, des attractions et une salle de danse.
En 1803, cette même salle accueillit un autre hôte de marque, en la personne de Napoléon Bonaparte, Premier Consul de France, accompagnée de son épouse Joséphine de Beauharnais.
Quatre tableaux d’académie de la fin du XIXe siècle exécutés par des membres du Cercle artistique décorent la Salle de Lorraine. Ces quatre toiles représentent des personnages illustres issus du milieu de la littérature, de la sculpture (Benvenuto Cellini), de la peinture et de la musique (Wolfgang Amadeus Mozart).
La salle abrite aussi plusieurs sculptures dont :
- une terre cuite du belge Gilles-Lambert Godecharle, représentant Angélique D'Hannetaire, actrice française qui fut l’égérie de Charles de Lorraine ;
- trois bustes représentant :
  - Clotilde Kleeberg-Samuel,
  - Louis Lagasse, président du Cercle Gaulois en 1924,
  - Paul Parent, président du Cercle royal Gaulois artistique et littéraire de 1946 à 1971.

### Salle des Cariatides

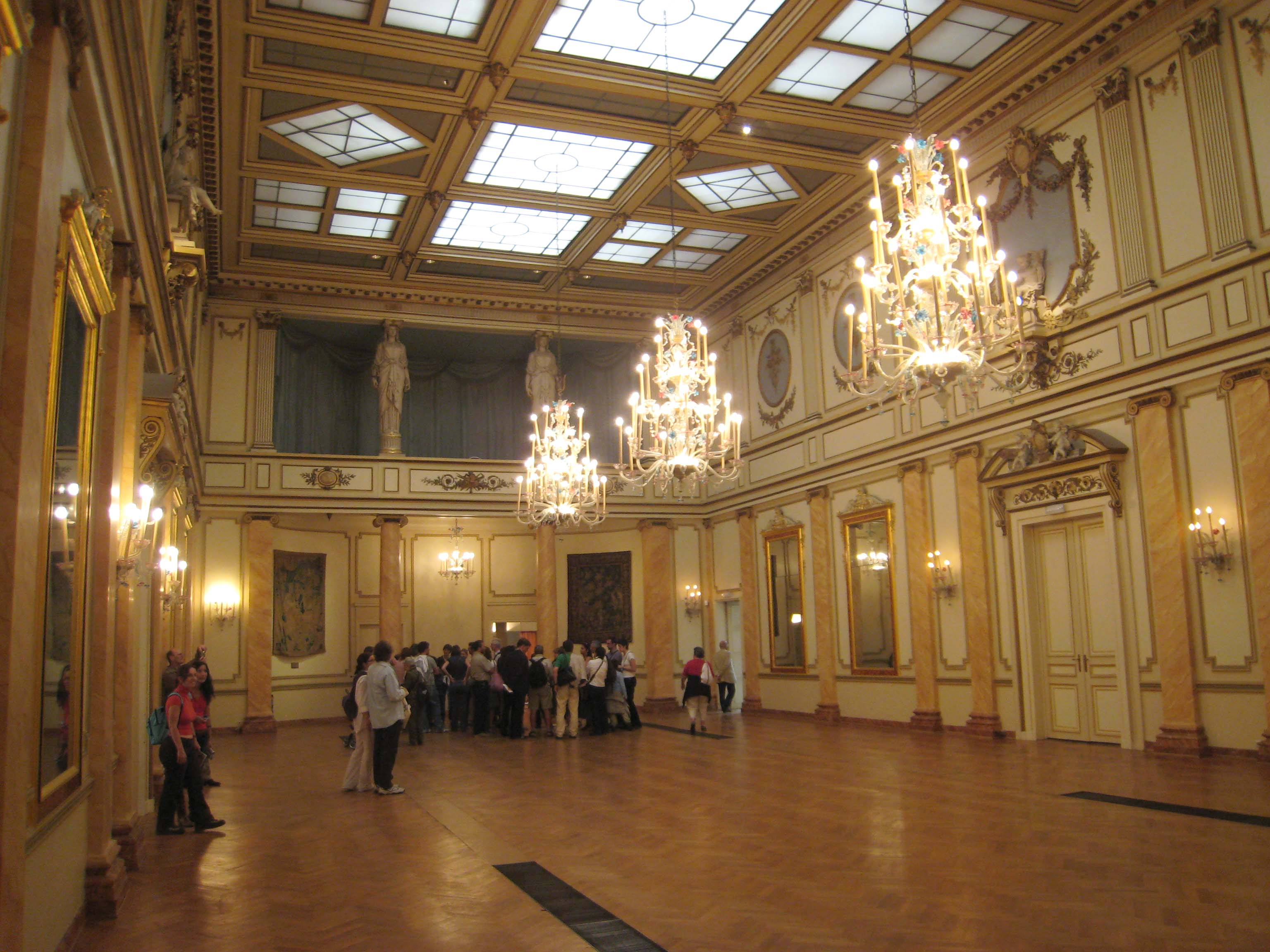
Salles des Cariatides.

En 1820, une nouvelle salle est bâtie. Œuvre de l’architecte Charles Vander Straeten, elle est de style néo-classique et décorée d'éléments d’ordre ionique et corinthien. Sa voûte est soutenue par quatre cariatides de François Rude.
La salle fut occupée pendant une cinquantaine d’années par une académie de musique appelée ensuite Concert Noble. C’est en 1871 que le Cercle artistique se substitua au Concert Noble, émigré en son hôtel actuel de la rue d’Arlon. À cette époque, le tout Bruxelles mélomane avait pris l’habitude de s’y retrouver pour assister aux plus remarquables concerts et aux nombreuses activités culturelles organisée par le Cercle artistique et littéraire faites d’expositions et de conférences prestigieuses et ceci, jusqu’à l’édification du Palais des beaux-arts de Bruxelles, plus grand et plus moderne, conçu par Victor Horta et inauguré en 1928.
Trois grands lustres de Venise polychromes, à trente bras, issus des ateliers de Murano éclairent la Salle des Cariatides et l’impressionnante tapisserie de Bruxelles du XVIe siècle, représentant une scène historique, La prise de Tunis par les Espagnols. Une autre tapisserie de Bruxelles ayant appartenu au comte de Beaufort[Lequel ?], conservateur en chef des Musées royaux sous Léopold II, représente la fête du Meiboom, ancienne et joyeuse tradition bruxelloise.

### Le salon royal
Construit en même temps que la salle des Cariatides en 1820, le salon est qualifié de royal parce que, en de rares circonstances, le roi Baudouin y reçut des chefs d’États en visite officielle.
Il est orné de portraits royaux dont :
- un tableau en grand médaillon de Charles Quint peint par Louis Gallait
- un portrait du roi Baudouin, peint par Luc De Decker, (le père d’Armand De Decker, ancien Président du Sénat, ancien bourgmestre de la commune bruxelloise d’Uccle)
- deux portraits du roi Albert II et du roi Philippe de Belgique encore duc de Brabant et Prince de Belgique, toutes deux attribuées au peintre Philippe Coppieters
- une gravure représentant Marie-Christine de Saxe-Teschen

### Le vestibule de marbre
Le vestibule abrite des répliques fidèles en bronze des lansquenets du sculpteur Charles Dillens, ornant la Maison du Roi à la Grand-Place de Bruxelles.

### Autres pièces
Le Cercle royal Gaulois artistique et littéraire comporte encore, comme tout club anglais qui se respecte, un restaurant, un bar, un salon de lecture et une bibliothèque pourvue de collections de livres d’art et d’histoire réservés aux seuls membres et néanmoins accessibles à leurs hôtes.

## Faits marquants
Un des faits marquants du Cercle artistique et littéraire eut lieu en 1947. Le comité des fêtes mis en place pour célébrer le centenaire du Cercle artistique et littéraire, en plus de rassembler les œuvres qui ont illustré ses cimaises et qui constituaient l’histoire véritable d’un siècle d’art de la Belgique, eut le souci d’évoquer des souvenirs qui devaient faire revivre le temps où le cercle naquit, à l’occasion d’une représentation de gala donnée au Théâtre du Parc. Les nombreux invités furent reçus par le général Willems, président du Cercle artistique et littéraire entouré de ses collaborateurs, le peintre Fernand Toussaint, vice-président, Gaspar, secrétaire, l’architecte Van Neck, le sculpteur Bonnetain, membres du Conseil, Feuillien, directeur, ainsi que le bâtonnier Paul Parent, président, et Guillon, secrétaire du Cercle Gaulois. Cet événement eut l’incontestable mérite de reconstituer une soirée chez La Malibran et de rappeler l’époque de la cordiale hospitalité de Charles-Auguste de Bériot — époux de La Malibran — qui offrit son hôtel aux fondateurs du Cercle. En ce temps-là, tous les artistes de qualité, qu’ils fussent de France ou de Belgique, se réunissaient fréquemment chez eux, dans leur hôtel particulier de la place Fernand Cocq à Ixelles. C'est Betty Dasnoy, du Théâtre de La Monnaie qui interprétait avec beaucoup de grâce et d'élégance le rôle de la célèbre cantatrice. Les invités du cercle entendirent pendant tout un soir du Haydn, joué par un quatuor à cordes composé de Baroen, du violoncelliste Émile Doehaerd et du couple d’artistes peintres et violonistes Éliane de Meuse et Max Van Dyck, du Dalayrac, du Chopin, du Mozart, du Schumann, du Vincenzo Bellini, du Rossini, des chansons qu’interpréta Jane Barini, de Joseph-Denis Doche et de Béranger, de l’Auber, du Schubert, du Monteverdi et, comme il se devait, du Bériot et, pour terminer cette soirée de gala, quelques stances à La Malibran où triomphe le romantisme d’Alfred de Musset.
L’autre fait marquant du Cercle royal Gaulois artistique et littéraire est le centenaire du Cercle célébré en 2011. À cette occasion, le Cercle Gaulois a souhaité encourager la recherche en Antarctique, au sein de la station Princesse-Élisabeth. Plus précisément, le Cercle Gaulois a voulu soutenir le programme scientifique Belatmos, projet initié par la Politique scientifique fédérale et coordonné par l’Institut royal météorologique de Belgique, l’Institut belge d’aéronomie spatiale et l’Institut des sciences nucléaires de l’Université de Gand. Le Cercle Gaulois a mis l’ensemble des évènements organisés à l’occasion de son centenaire sous la bannière du projet Belatmos avec l’objectif de collecter des montants pour soutenir ce projet de recherche en Antarctique.

## Membres notables
D'honneur
- Étienne Davignon
- Jacques Franck
- Hervé Hasquin
- Baron Frans Van Daele
- Chevalier Jean-Claude Vanden Eynden
- Baron Jacques Brotchi
- Baron Francis Delpérée
- Geoffroy Generet, président d'honneur

Actuels
- Diego du Monceau de Bergendal
- Baron Derrick Gosselin
- Didier Reynders

Anciens membres
- Pierre Harmel
- Tony Mary
- Gérard Mestrallet
- Michel Tilmant
- Karel Van Miert
- Valéry Giscard d'Estaing
- Georges Octors
- Chevalier Leduc
- Baron Philippe Roberts-Jones
- Baron Edgar Kesteloot
- Comte Paul Buysse

## Sources
- Assemblée générale de la Société de la Légion d’Honneur - 15 novembre 2006
- Jan Puype, De elite van België - Welkom in de club, Van Halewyck  (ISBN 90-5617-507-6)
- Archives du Cercle royal Gaulois artistique et littéraire
- Le Waux-Hall du Parc de Bruxelles, notice distribuée lors des Journées du Patrimoine en 2013
- Archives de la Ville de Bruxelles[évasif]
- La Dernière Heure, 29 octobre 1947[évasif]
- Le Soir, 30 octobre 1947[évasif]
- Une institution d'exception, Cercle royal Gaulois, 2022  (ISBN 978-2-9603142-0-5)